# Resolução 191 do Conselho de Segurança das Nações Unidas
Resolução 191 do Conselho de Segurança das Nações Unidas, foi aprovada 18 de junho de 1964, depois de reiterar os pedidos anteriores para a República da África do Sul e, novamente, condenando o apartheid, o Conselho decidiu criar um grupo de peritos, composto por representantes de todos os membros atuais, em seguida, o Conselho iria estudar a viabilidade e a eficácia das medidas que poderiam ser tomadas pelo Conselho nos termos da Carta das Nações Unidas. O Conselho convidou ainda o Secretário-Geral a estabelecer programas de educação e formação para os sul-africanos no exterior.
Foi aprovada com 8 votos, e com 3 abstenções da Checoslováquia, França e da União Soviética.